# Park Seong-ha
Park Seong-ha (kor. 박 성하; ur. 17 kwietnia 1966) – południowokoreański zapaśnik w stylu wolnym. Olimpijczyk z Barcelony 1992, gdzie zajął ósme miejsce w kategorii 130 kg.
Zajął czwarte miejsce w mistrzostwach Azji w 1992.